# 16 über Nacht!
16 über Nacht! ist eine deutsche Fernsehkomödie aus dem Jahr 2014.

## Handlung
Die 40-jährige Claire verwandelt sich durch einen Zauber in ihr 16-jähriges Ich. Ihr Mann und ihre Kinder merken nicht, dass sie ihre Mutter ist, nur die beste Freundin Sybille erkennt sie und versucht mit ihr, sie zurückzuverwandeln.
Sie lässt sich als Tamara einschulen und erhält als neue Klassenkameradin ihrer Kinder schnell Zugang zu ihnen und lernt sie von einer völlig anderen Seite kennen. Auch ihr Ehemann Frank fühlt sich zu ihr hingezogen, doch die ständige Abwesenheit von Claire belastet die Familie.

## Hintergrund
Der Fernsehfilm wurde von der Wiedemann & Berg Filmproduktion produziert und hatte ein Budget von 1,4 Millionen Euro. Bei der Erstausstrahlung am 18. März 2014 auf Sat.1 erzielte er eine Einschaltquote von 2,31 Millionen Zuschauern (7,4 % MA).